# Cornelis van Niel
Cornelis Bernardus (Kees) van Niel (ook vaak geschreven als Cornelius van Niel of C. B. Niel; Haarlem, 4 november 1897 – Carmel-by-the-Sea, 10 maart 1985) was een Nederlands-Amerikaans microbioloog. Hij hielp onder andere om microbiologie te introduceren als studie in de Verenigde Staten, en deed enkele belangrijke ontdekkingen op het gebied van de chemie achter fotosynthese. 

## Biografie
Van Niel studeerde chemische technologie aan de Technische Universiteit Delft, waar hij in 1923 afstudeerde. Datzelfde jaar trouwde hij met Christina van Hemert. Na zijn studie, werd Van Niel assistant van Albert Jan Kluyver. In 1928 promoveerde hij, waarna hij naar de Verenigde Staten vertrok om zijn werk voort te zetten aan het Hopkins Marine Station van de Stanford-universiteit.
Van Niel bestudeerde paarse en groene zwavelbacteriën. Door dit onderzoek ontdekte hij als eerste dat fotosynthese een lichtgevoelige redoxreactie is, waarin waterstof koolstofdioxide omzet in cellulair materiaal. De formule hiervoor definieerde hij als:
2 H2A + CO2 → 2A + CH2O + H2O
Deze ontdekking was een belangrijke stap in het leren begrijpen van de chemie van fotosynthese. 
In 1961 kwam Van Niel met de vandaag de dag nog steeds gebruikte definitie voor prokaryoten; cellen waarin het celmateriaal niet wordt omgeven door een celmembraan.
In 1963 kreeg Van Niel de National Medal of Science. In 1970 kreeg hij de Leeuwenhoekmedaille.